# Мятежная Луна
«Мятежная Луна» (англ. Rebel Moon) — фантастическая кинодилогия режиссёра Зака Снайдера. Первая часть, «Дитя огня», появилась на платформе Netflix 22 декабря 2023 года, вторая часть, «Оставляющая шрамы» — 19 апреля 2024 года. Оба фильма получили главным образом негативные отзывы критиков.

## Сюжет
В мирную колонию на окраине вселенной, на независимой луне Вельдт, прибывает адмирал имперского флота Аттикус Ноубл, который охотится на банду повстанцев, известную как Клан Кровавого Топора. Он начинает притеснять местных жителей, и те восстают. Главная героиня Кора (в прошлом имперский солдат) организует сопротивление и в решающий момент взрывает корабль Ноубла, а Клан Кровавого Топора завершает разгром.

## В ролях
- София Бутелла — Кора
- Джимон Хонсу — генерал Титус
- Чарли Ханнэм — Кай
- Михил Хёйсман — Гуннар
- Стаз Наир — Тарак
- Пэ Дуна — Немезида
- Рэй Фишер — Дарриан Кровавый Топор
- Клеопатра Коулман — Девра Кровавый Топор
- Э. Даффи — Миллиус
- Энтони Хопкинс — Джимми
- Джена Мэлоун — Хармада
- Эд Скрейн — адмирал Аттикус Нобл
- Фра Фи — регент Балисариус

## Создание и оценки
Проект был анонсирован летом 2021 года. Производством занялся Netflix, сценарий написали Зак Снайдер, Шэй Хаттен и Курт Джонстад, продюсерами стали Зак и Дебора Снайдеры. Главную роль получила София Бутелла. Фильм разделили на две части, которые были сняты одна за другой. Первая часть, «Дитя огня», вышла на экраны 22 декабря 2023 года, вторая, «Оставляющая шрамы», — 19 апреля 2024 года. Были подготовлены и режиссёрские версии обеих частей с рейтингом R, которые вышли 2 августа 2024 года. Общий хронометраж дилогии с дополнительными сценами составил 6 часов 17 минут. Первая часть получила подзаголовок «Чаша крови», вторая — «Проклятие прощения».
Снайдер с самого начала рассчитывал создать целую франшизу. В 2023 году он рассказывал о планах сделать «Мятежную Луну» трилогией и снять сериал. Однако в мае 2025 года Джонстад подтвердил, что реализовать эти планы «поможет только чудо».
Первый фильм получил негативные отзывы критиков, второй тоже был оценён очень низко. В частности, его рейтинг на Rotten Tomatoes составил всего 18 % а на сайте Metacritic он получил 36 баллов из 100.